# Armillaria sinapina
Armillaria sinapina är en svampart som beskrevs av Bérubé & Dessur. 1988. Armillaria sinapina ingår i släktet Armillaria och familjen Physalacriaceae.   Inga underarter finns listade i Catalogue of Life.